# Grand Rapids Griffins
Grand Rapids Griffins är Detroit Red Wings farmarlag. Grand Rapids Griffins spelar i AHL. Laget är från Grand Rapids, Michigan. Åren 1996–2001 spelade laget i IHL.